# Etruskischer Tempel

Idealkonstruktion eines dreizelligen etruskischen Tempels aus dem 6. Jahrhundert v. Chr. mit Proportionen nach Vitruv

Der etruskische Tempel (lat. templum tuscanum) ist ein weitverbreiteter Typ der antiken Tempelarchitektur Italiens und die bisher am besten dokumentierte Gebäudeform der Etrusker. 

## Vitruvs Architekturkonzept
Lange Zeit bestimmten die Angaben Vitruvs das Bild vom etruskischen Tempel: Die Gebäude seien auf einem Podium mit Freitreppe eindeutig orientiert gewesen, das Verhältnis zwischen Vorhalle mit toskanischen Säulen (pars antica) und Cellabereich (pars postica) sei 1:1 gewesen; der hintere Bereich wäre dreigeteilt gewesen und das Verhältnis von Länge zu Breite hätte 6:5 entsprochen. Grundsätzlich gelten diese Angaben für viele etruskische Sakralbauten, jedoch wurden insbesondere in den letzten Jahren vermehrt auch andersartig konzipierte Anlagen ergraben.

## Entwicklung und Typen
Die frühesten Tempel des 6. Jahrhunderts v. Chr. bestehen aus einem einzelnen Kultraum, dessen Dach mittig von zwei Stützen getragen wird (Veji – Piazza d’Armi). Erst seit dem späten 6. Jahrhundert v. Chr. setzten sich die tuskanischen Tempel mit einem dreigeteilten hinteren Trakt durch, die die etruskische Ära prägten (Veji – Portonaccio-Heiligtum, Orvieto – Belvederetempel, Pyrgi – Tempel A). Entgegen dem römischen Triastempel auf dem Kapitol diente jedoch einzig der mittlere Raum als Cella der Verehrung eines einzelnen Gottes, die Funktion der beiden schlauchartigen Nebenräume (alae) ist umstritten. Die Grabungen der letzten Jahrzehnte haben auch andere Tempeltypen im etruskischen Kernland bekannt gemacht. So fand man aus der griechischen Architektur entlehnte Peripteroi (Pyrgi – Tempel B), Sakralgebäude mit umgebender Säulenhalle (Tolfa), einräumige Kultstätten mit einer Temenosmauer (Bolsena – Poggio Casetta) und etruskische Tempel mit einer oder mehreren Vorterrassen (Tarquinia – Ara della Regina, Talamone – Talamonaccio).

## Architektur
Der etruskische Tempel steht normalerweise auf einem steinernen, profilierten Podium, zu dem eine vorgelagerte Freitreppe führt. Außer in den Fundamentlagen war er aus Holz und Lehm errichtet. Um diesen vergänglichen Aufbau vor Wind und Wetter zu schützen, wurde das Dachgestell mit gebrannten und bemalten Terrakottaplatten verkleidet. Häufige Fundstücke sind die plastisch ausgestalteten Stirnziegel an der Traufe (Antefix), vielfältige Verkleidungsplatten und plastische Hochreliefs (Antepagmentum), die dem Schutz der Balkenköpfe dienten. Im Gegensatz zum griechischen Tempel war der Giebel bis in das 3. Jahrhundert v. Chr. offen. Plinius berichtet, dass die Gebäude im Innenraum oft mit bemalten Stuckreliefs geschmückt waren, was archäologisch teilweise nachgewiesen werden konnte  (Falerii – Tempel von Celle, Pyrgi – Tempel A).

## Nachwirkung
Baumeister und Architekturtheoretiker der Renaissance, darunter Leon Battista Alberti und später Andrea Palladio, beschäftigten sich intensiv mit der tuskanischen Säule und der Definition einer tuskanischen Ordnung, die sie mit Robustheit, Strenge und Bescheidenheit verbanden. Im Großherzogtum Toskana wurden unter den Medici einige Neubauten des 16. Jahrhunderts im tuskanischen Stil gestaltet, wie z. B. die von Giorgio Vasari entworfenen Loggia der Uffizien. Andere Gebäude der Neuzeit wurden ganz als etruskische Tempel konzipiert. Dazu gehören der Tempietto der Familie Orsini in den Gärten von Bomarzo und die Kirche von Saint Paul im Londoner Covent Garden, die im 18. Jahrhundert von Inigo Jones errichtet wurde und die getreueste Umsetzung eines etruskischen Tempels im Sinne Vitruvs darstellt.

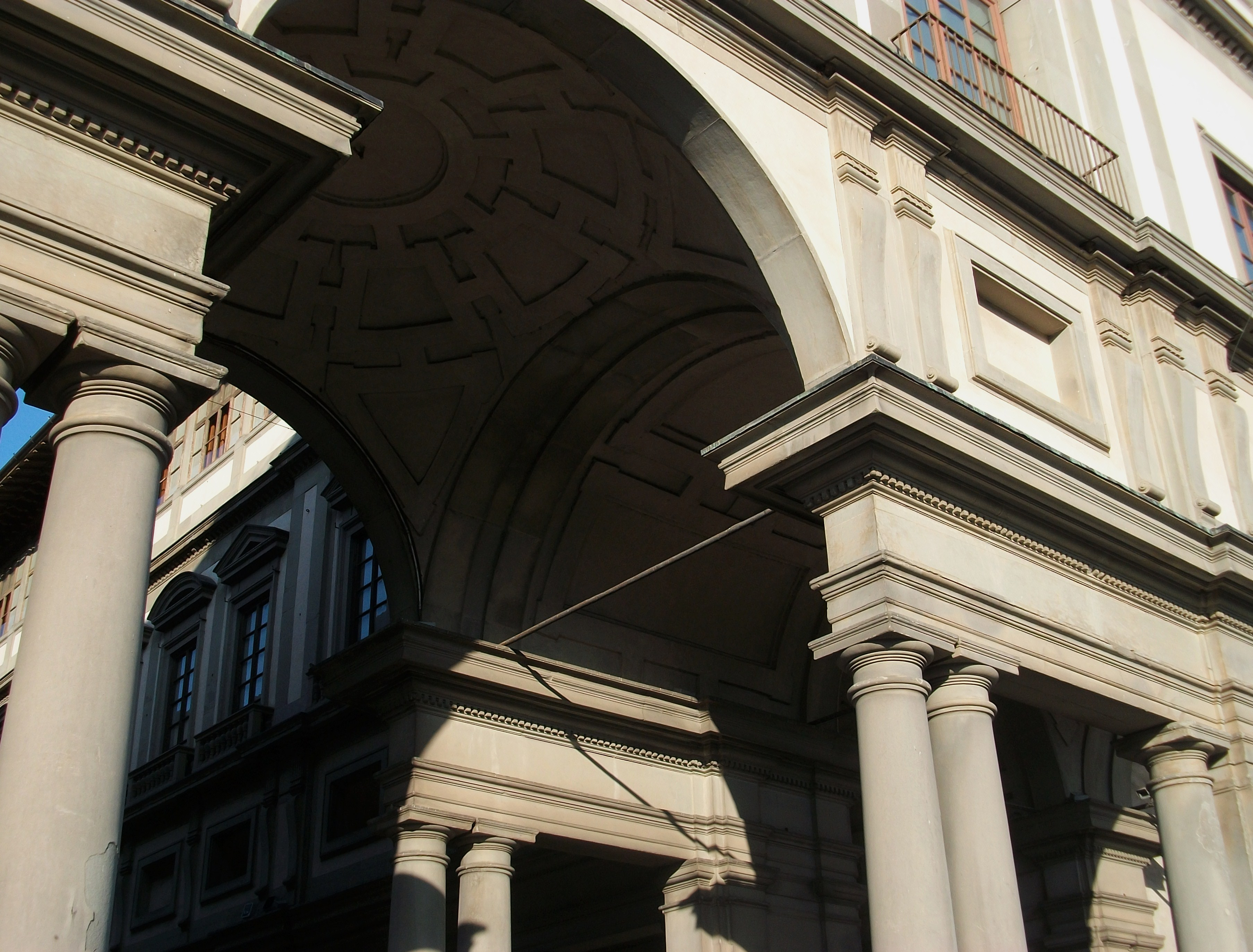
Detailansicht der Loggia der Uffizien
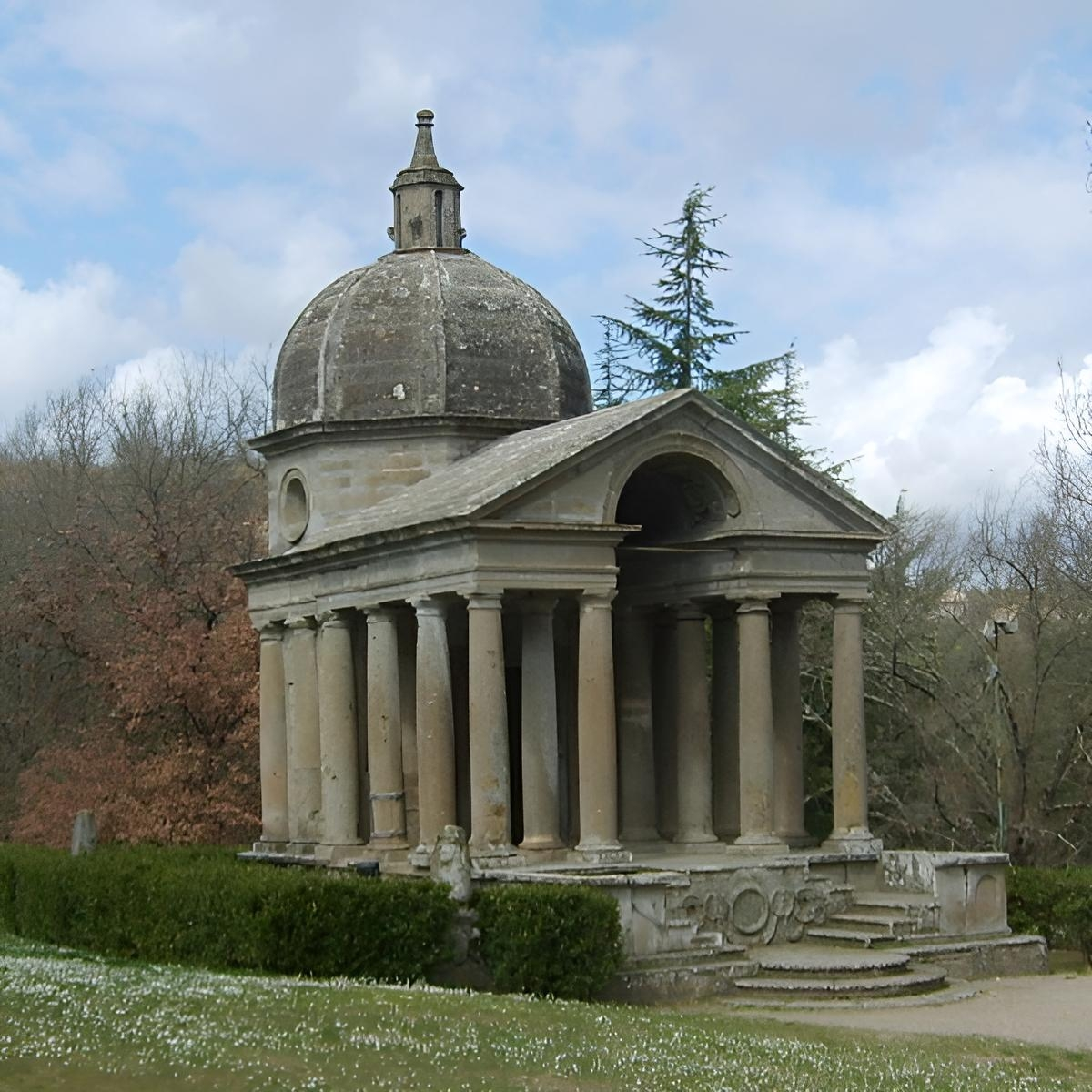
Tempietto der Familie Orsini in den Gärten von Bomarzo
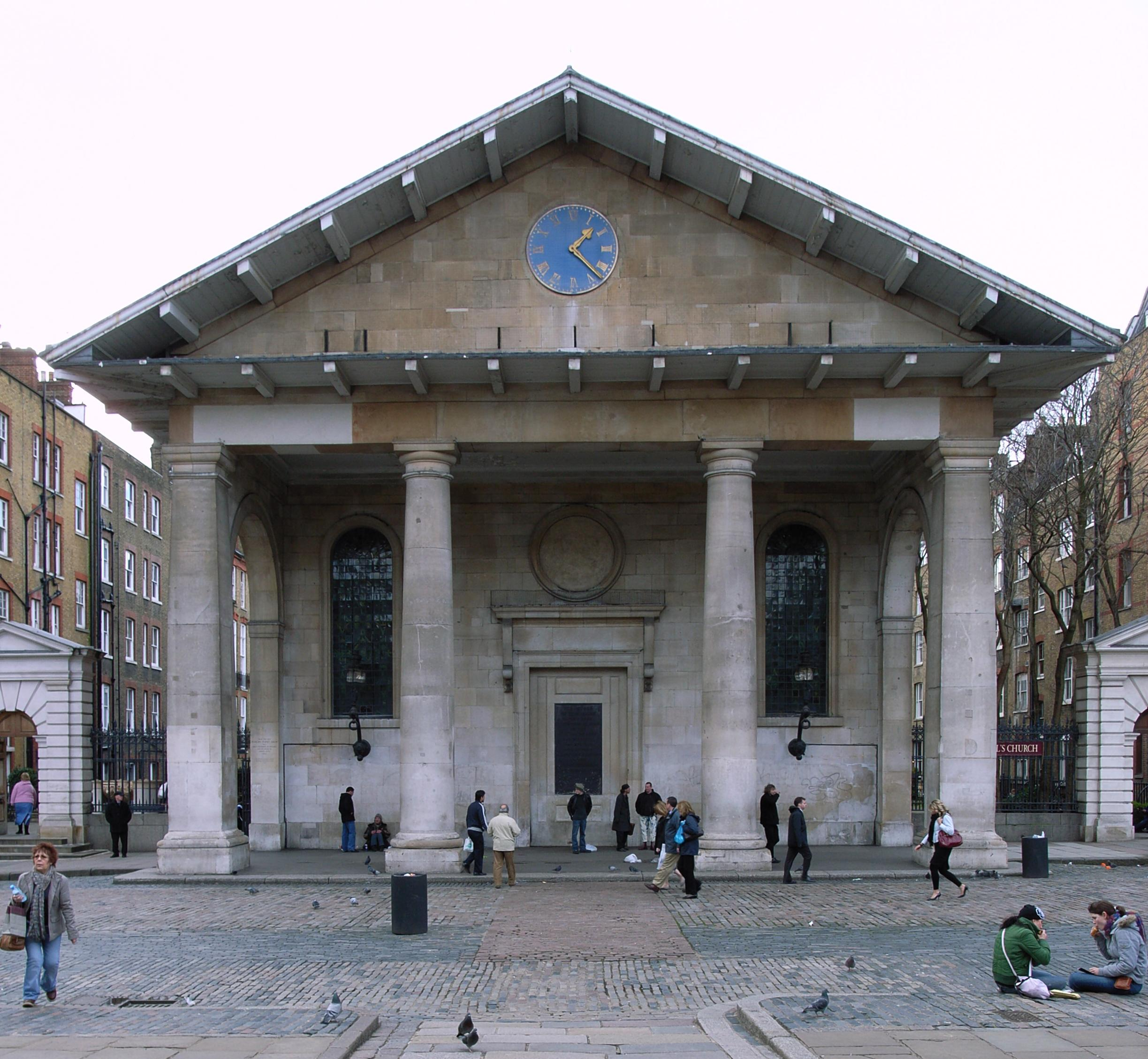
Kirche von Saint Paul im Londoner Covent Garden